# Miika Lahti
Miika Lahti (* 6. Februar 1987 in Konnevesi) ist ein finnischer Eishockeyspieler, der seit 2021 erneut bei Gladiators HT in der II-divisioona unter Vertrag steht.

## Karriere
Miika Lahti begann seine Karriere als Eishockeyspieler im Jahr 2005 bei JYP Jyväskylä, für die er bereits in der Jugend gespielt hatte. In seinem Rookiejahr erzielte der Angreifer in 43 Spielen acht Scorerpunkte, darunter vier Tore. Zudem kam er in drei Playoff-Spielen zum Einsatz. In der folgenden Spielzeit konnte Lahti seine Bilanz auf zwölf Scorerpunkte, darunter sechs Tore, in 44 Spielen steigern. Nachdem Lahti auch in der Saison 2007/08 regelmäßig für JYP auf dem Eis stand, kam er in der Saison 2008/09 zwar nur noch auf einen Assist in 16 Spielen in der SM-liiga und spielte den Großteil der Saison in der Mestis, der zweithöchsten finnischen Spielklasse, jedoch wurde er zum ersten Mal in seiner Karriere Finnischer Meister mit JYP Jyväskylä.
2012 gewann er einen weiteren Meistertitel mit JYP. In den folgenden vier Spielzeiten war er Assistenzkapitän seines Teams, ehe er von seinem Stammverein nach über 15 Jahren Zugehörigkeit an Kunlun Red Star aus der Kontinentalen Hockey-Liga ausgeliehen wurde. 2017 kehrte er zu JYP zurück.
In der Saison 2019/20 stand Lahti beim EC VSV in der Erste Bank Eishockey Liga (EBEL) unter Vertrag. Anschließend spielte er für die Gladiators HT, ehe er im Januar 2021 von Fehérvár AV19 aus der inzwischen in ICE Hockey League umbenannten Liga (ehemals EBEL) verpflichtet wurde. Nach Saisonende kehrte er zu den Gladiators zurück.

### International
Für Finnland nahm Lahti an den U18-Junioren-Weltmeisterschaften 2004 und 2005 sowie an der U20-Junioren-Weltmeisterschaft 2007 teil.

## Erfolge und Auszeichnungen
- 2009 Finnischer Meister mit JYP Jyväskylä
- 2012 Finnischer Meister mit JYP Jyväskylä